# Ново село (Румъния)
Вижте пояснителната страница за други значения на Ново село.
Ново село или Йенисела (на румънски: Enisala; на турски: Yeni sale) е село в община Саръгьол, окръг Тулча, Северна Добруджа, близо до Бабадаг и Бабадагското езеро на брега на черноморската лагуна – Разим.

## История
В Античността гръцки колонисти се заселват сред околното тракийско население от племената на гетите и основават градчето Хераклея. В Средновековието е издигната силна българска крепост и пристанище доминиращи черноморското крайбрежие и сухоземните пътища в Добруджа към Бесарабия и Влашко, включена в крепостната линия Емона, Варна, Карвуна (Балчик), Калиакра, Преславец, Тулица (Тулча). Запазени са внушителните останки на замъка от времето на Втората Българска държава издигнат в ХІІІ – ХІV в.
Поддържаната от румънците при отсъствието на каквито и да е адекватни писмени свидетелства хипотеза за византийска или генуезка, но в никакъв случай българска, крепост предвид многоъгълния план на една кула в замъка е с пропагандно значение и не отговаря на историческата истина. Тогава и до завладяването ѝ от турците областта чак до устието на Дунав е доказано българска. Византийско или генуезко държавно присъствие тук няма, начинът на строеж също не е византийски. Няма и данни нито в грамотите на българските царе, нито в договора за приятелство на Добруджанското деспотство с генуезците да им е давано право да строят или да имат собствена крепост на българска територия. Не е известно те насилствено да са отнели и да са се закрепили на част от нея, точно обратното на север Ликостомо е атакуван от Добротица и присъединен към Варненската епархия.
Въпросната кула-цитадела е напълно аналогична на тези в българските крепости Шумен, на деспот Слав в Цепина и Мелник и пр. Деспот Добротица е в тесни връзки с Венеция, при него е привлечен и години му служи Дзанаки Мудацо, един от най-добрите венециански военачалници, изградил преди това непристъпна система от фортификации на о. Тенедос. Напълно закономерно в строежа на укрепленията от българските феодали е приложена модерната за времето фортификационна схема популярна в средиземноморско-черноморското крайбрежие със същата строителна технология като е строена Калиакра.
Възможно е и тук, както в Търново, Цариград, Варна и Калиакра, наред с другото да е мало и венециански или генуезки търговски фактории, но това не прави никой от тези български градове нито Константинопол или крепостите им генуезки. След падането на България под османска власт крепостта се споменава от османските хронисти при събитията в 1419 – 1420 г. когато султан Мехмед I си връща някои долнодунавски крепости завзети от власите и съюзени с тях българи и ги поправя, Мустафа Али съобщава, че власите „разрушили трите крепости Исакча, Ени сала и Гюргево. Понеже се намирали на границата… и тъй като възстановяването им било крайно наложително, те били отново построени и доведени в добро състояние“. Шюкрюллах пише, че Мехмед I се насочил срещу власите и възстановил разрушените от тях крепости Исакча, Ново село (Ени сала) и Гюргево. През зимата на 1461 – 1462 г. Влад Цепеш превзема на Дунава града-крепост Облучица (Исакча) и на черноморския бряг крепостта Ново село (Ени сала) и избива в тях 1250 турци и българи. В крайна сметка след турското нашествие и последвалите влашки нападения градът повтаря участта на античния си предшественик Хераклея и постепенно запустява.
През Възраждането българското население изгражда православен храм изписан от Михаил Параскевов от Тулча и прави българско училище.
След Берлинския договор в 1878 г. Северна Добруджа е дадена на Румъния и започва румънска колонизация. На 18 декември 1916 г. селото е освободено от българските войски и Берлинският протокол, заедно с цяла Добруджа, е част от България. В 1940 г. след Крайовския договор голяма част от българското население е депортирано. В селото понастоящем има останали българи.